# Oenopota alba
Oenopota alba é uma espécie de gastrópode do gênero Oenopota, pertencente a família Mangeliidae.